# Uli Rehberg

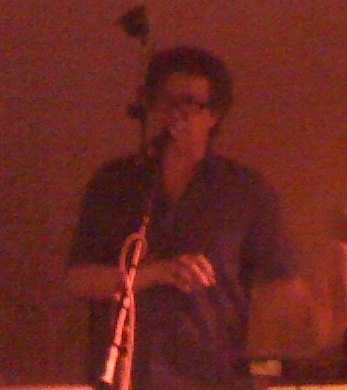
Rehberg, 2009

Uli Rehberg, auch Ulrich Rehberg, (geboren 1949 oder 1950) ist ein deutscher Musiker und Betreiber von Musiklabels aus Hamburg.

## Unterm Durchschnitt
Von ca. 1981 bis 2003 betrieb Rehberg, zunächst als Mitgesellschafter, später als Alleininhaber, den seit ca. 1976 existierenden Plattenladen „Unterm Durchschnitt“, dessen Name darauf anspielte, dass er sich im Souterrain eines Hauses an der Straße Durchschnitt in Hamburg-Rotherbaum befand. Der Plattenladen gehört zur Geschichte der Hamburger Punkkultur als derjenige Laden, der am längsten überlebte, nachdem andere mit Punk-Hintergrund schon längst geschlossen hatten. Später wurde es auch zu einer international bekannten Größe für jegliche atonale Musik abseits des Mainstreams.

## Konnekschen Records
1981 übernahm Rehberg Konnekschen Records, seit 1977 einer der ersten Punk-Plattenläden und seit 1979 auch Punk-Label in der Hansestadt. Auf dem Label erschienen allerdings nur noch wenige Platten lokaler Bands, während Hamburger Punk-Bands eher bei Labels wie Weird System oder AGR unterkamen.

## Walter Ulbricht Schallfolien
1980 bereits hatte er das Label Walter Ulbricht Schallfolien ins Leben gerufen, das sich schwerpunktmäßig der Veröffentlichung innovativer und experimenteller elektronischer Musik verschrieben hatte. Bands wie SPK, Laibach, Throbbing Gristle, The Hafler Trio, Werkbund, als dessen Sachwalter und im Nebenamt auch Werkmeister sich Rehberg bezeichnet, und Künstler wie Asmus Tietchens oder John Watermann fanden hier frühe Veröffentlichungsmöglichkeiten. Immer wieder auch eigene Veröffentlichungen, z. B. als Dr. Kurt Euler, oder Beteiligungen an diversen Musikprojekten.

## Der Werkbund
Die Arbeit als sog. Sachwalter bzw. Werkmeister des Werkbundes nimmt seit ca. 1986 einen großen Raum in seinem Schaffen ein. Die Anonymität der Mitglieder dieses Musikprojektes nähren seither die Spekulationen über die Teilhaber. Während Asmus Tietchens seine Beteiligung immer wieder abstreitet, dürfte die von Uli Rehberg hochwahrscheinlich sein.

## Abraum
1989 wurde das ebenfalls Rehberg zuzuschreibende Label Abraum gegründet, das ausschließlich der Veröffentlichung von Tonträgern des Werkbundes sowie des Seitenprojekts Mechthild von Leusch vorbehalten ist. Die – wohl fiktive – Figur Mechthild von Leusch, der Rehberg das Sterbejahr 1989 zugesprochen hat und die Mitglied des Werkbundes gewesen sein soll, hat die Rungholter Tänze nachvertont. Sie wurden 1990 und 1992 auf dem Abraum-Label als erstes und zweites Buch auf Schallplatte herausgegeben. Zur Trilogie vervollständigt werden die Rungholter Tänze durch die bereits 1989 vom Werkbund unter dem Namen Rungholt veröffentlichte LP.

## Ditterich von Euler-Donnersperg
Seit 1996 veröffentlicht Rehberg auf Walter Ulbricht Schallfolien unter dem Künstlernamen Ditterich von Euler-Donnersperg jährlich ein neues Heft seiner "Pelzwurstlieder" (Reimdichtung im Geiste Klopstocks, mit elektronischem Zuspielband) unter Beigabe einer Picture-Single sowie in unregelmäßiger Folge weitere Tonträger. Zudem existiert unter diesem Künstlernamen eine Split-LP mit Kommissar Hjuler auf dem Label Psych.KG, Euskirchen.
Unter gleichem Pseudonym erfolgten auch Veröffentlichungen in diversen einschlägigen Musikmagazinen, wie z. B. als Autor des Hamburger Independent-Magazins Odradek, das sich in unregelmäßigen Abständen mit der Erforschung und Dokumentierung elektroakustischer, experimenteller, elektronischer Musik befasst. 2015 drehte Rehberg als von Euler-Donnersperg den Spielfilm Sieg der Vernunft, eine Satire auf politische Propaganda.